# Xã White Rock, Quận Smith, Kansas
Xã White Rock (tiếng Anh: White Rock Township) là một xã thuộc quận Smith, tiểu bang Kansas, Hoa Kỳ. Năm 2010, dân số của xã này là 43 người.